# Gewehr 94
Les fusil et carabine Mauser modèles 1894 ou M1894, variation du Gewehr 93 ou M1893, furent les premiers Mauser brésiliens. Cette série d'armes d'épaule favorisa la création du complexe militaro-industriel IMBEL s'acheva avec le Mousqueton M/968.

## Présentation
Cette arme d'épaule     fut  adopté en 1894 par l'Armée brésilienne  et  livré par la DWM (installée à Berlin) et la Fabrique Nationale d'Armes (sise à Herstal près de Liège) en version fusil et carabine. Son successeur sera le fusil Mauser 1908.

## Technique
Le fusil d'infanterie M1894 est construit en bois et en acier forgé. Il tire la munition 7mm Mauser. Il possède une crosse droite formant également fût et un garde-main court en bois. Le levier d'armement est droit. La culasse à verrou rotatif comprend deux tenons antérieurs de verrouillage. Le magasin interne est alimenté par lames-chargeur non introduite. L'extracteur ne tourne pas. Le canon mesure  74 cm . Ainsi il est quasiment identique au M1893 espagnol mais il possède un chanfrein sur l'élévateur, ce qui permet le verrouillage de l'arme vide sans intervention sur l'élévateur. La hausse à cran et à planchette est graduée de 200 à 2 000 m. Le guidon est nu. L'arme reçoit une baïonnette-poignard (lame de 30 cm) . La bretelle est fixée sous l'arme.
La Caranine de cavalerie  M1894  fut aussi distribuée à  l'artillerie et au génie. Elle possède un canon court de 46 cm et  un levier d'armement  coudé. Enfin, elle ne reçoit pas de baïonnette.

## Données numériques

### Fusil 1894
- Munition : 7x57 mm
- Longueur totale : 1,235 m
- Masse du fusil vide :4,01 kg
- Magasin : 5 cartouches

### Carabine  1894
- Munition : 7 mm Mauser
- Longueur totale : 0,95 m
- Masse du fusil vide : 3,1 kg
- Magasin : 5 cartouches

## Les Guerres du Mauser 1894 brésilien
Etant l'arme de service des soldats mais au aussi des policiers militaires brésiliens, les fusils et carabines Mle 1894 furent utilisés lors  des conflits suivants :
- Guerre de Canudos (1896-97)
- Guerre de l'Acre
- Révolte de la Vacina (1904)
- Révolte du fouet (1910)
- Guerre du Contestado (1912–1916)

## Sources
- Roger Out, "Les Mauser brésiliens". Gazette des Armes N ° 228 de décembre 1992,  pp. 17–21.